# Markéta Kostlachowna z Kremže
Markéta Kostlachowna z Kremže (Małgorzata Kostlachówna z Kremże (narozena okolo roku 1584 v Brně, zemřela 3. ledna 1617 v Těšíně), městská šlechtična, milenka Adama Václava Těšínského, správkyně na jeho dvoře od roku 1611, matka Václava Gottfrieda. Jde o stejnou osobu, která by mohla být někdy zmiňována jako Koschlieg, Koslig, Kosslig a Koschlinger.

## Život

### Původ
Původ rodu je v obci Kremže (německy Krems-Stein an der Donau, Rakousko). V 16. století byly zápisy okolo roku 1560 o Uršule Kostlach, která bydlela v obci Kremž. Měla dva bratry: Kašpara, který se odstěhoval na neznámé místo a Jana (německy Hans, † 1560), který byl někdy psán jako Hanuš. Pravděpodobně byl dědem Markéty. Přesné datum, kdy se odstěhoval z Kremže do Brna se nechovalo. V Brně se stal zlatníkem a radním. V roce 1558 mu císař Ferdinand I. Habsburský udělil erb a predikát „von Krems", tedy „z Kremže". Díky císařské nobilitaci se stal erbovním měšťanem, resp. městským šlechticem, nikoliv erbovním šlechticem. V letech 1535–1558 byl tento stav udělen dalším 158 měšťanským rodinám.
S manželkou Markétou († mezi léty 1576–1581) měl tři děti: Ondřeje, Rocha († před 1590) a Kateřinu († 1589). Markéta se po smrti svého muže provdala za Václava Ryšana, písaře u soudu v Brně. Její druhý manžel se po smrti Markéty († mezi 1576–1581) oženil ještě jednou s blíže neupřesněnou ženou.
Potomci Jana a Markéty žili v Brně a patřili mezi elitu města.
- Syn Ondřej působil své rodině ostudu a škodu, zejména pak nevlastnímu otci Václavu Ryšanovi. V roce 1567 musel slíbit, že bude respektovat městské nařízení. V roce 1568 nevrátil peníze, které si půjčil od Jana Plesnara z Plzence, který si na něj stěžoval u městské rady. V roce 1570 byl za dluh uvězněn.

- Syn Roch se v roce 1557 zapsal ke studiu na universitě ve Wittenbergu, doklady o absolutoriu studia nebyly dochovány. V letech 1573–1583 pracoval jako městský písař, podílel se na vzniku 16 městských knih o hospodářství. V letech 1573–1584 zasedal v městské radě. V tomto období byl také ve funkcích jako: dozorce nad městskou cihelnou (1579–1580), správce sirotčích peněz (1579), dozorce nad výrobou salpetru (1582–1583) a městský rychtář (1583–1584).[4] Později byl správce kostela svatého Jakuba Staršího. Za svého života získal rozsáhlý majetek. Po matce zdědil dům na rohu Dolního náměstí a Zámečnické ulice (nám. Svobody, rohová část domu č. 18) a vinice v celkové hodnotě 1 180 moravských zlatých. Do roku 1584 vlastnil blíže nespecifikovaný dům v Sedlářské ulici (Masarykova ulice). Za hradbami města, Kožené ulici, měl dva domky se zahrádkou. Byl ženatý s blíže neznámou ženou, se kterou měl dvě dcery: Zuzanu a Markétu (*1584).[4] Zuzana se dvakrát provdala za člena nižší šlechty. – Prvním mužem byl Jakub Prewitský. Podruhé se provdala v roce 1585 za Jakuba Martina von Hütenwang.[6] Markéta žila po smrti svého otce s matkou. Jako nezletilá byla svěřena do poručnictví brněnské městské radě. Později ji byl v letech 1595–1600 ustanoven poručník a správce majetku jistý Jan starší Prem Seifeneger z Tarnova[7]

- Kateřina se provdala za Davida Reise. Zemřela 26. července 1589 v Brně.

### Markéta Koschlinger vs. Markéta Kostlachowna
Markéta Koschlinger byla zmíněna v genealogickém výzkumu posledních Piastovců, resp. Markéty Magdalény a Václava Gottfrieda, který provedl August von Doerr. Podle zápisu v matrice, která byla uložena ve vídeňském Haus-, Hof- und Staatsarchiv (Domácí, dvorský a státní archiv), byla matkou Václava Gottfrieda žena nesoucí příjmení Koschlinger.
Těšínský historik Witold Iwanek, ve svém díle pojednávajícím o posledních členech těšínské dynastie ztotožnil ženu s příjmením Koschlinger s Markétou Kostlachownou (polsky Małgorzatą Kostlachówną z Kremży), správkyní na knížecím dvoře Adama Václava. Čerpal ze záznamů listin v Listináři Těšínska. Ke stejnému závěru došel i Wacław Gojniczek.
Funkce správkyně Markéty Kostlachowny byla známá také českému genealogovi Josefu Pilnáčkovi, ten ji s Markétou Koschlingerovou nespojil.
Klíčem k objasnění nesrovnalostí s příjmením, byla dokumentace, která se týká námitek (stížností) Václava Gottfrieda z Hohensteinu ve věci majetku, který kdysi patřil jeho matce. Tato dokumentace byla jednou z příloh listu, který zaslal císařskému úřadu ve Vratislavi dne 23. září 1565. V dokumentaci sice nebyly uvedeny iniciály matky, ale byly podány fakta, které se týkaly knížecí metresy, tedy že:
1. byla správkyní na knížecím dvoře v Těšíně,
2. kníže ji daroval dvě nemovitosti: Horní Markovice a Březůvku,
3. toto darování Markétě Kostlochin z Krems (německy Kostlochin von Krems) potvrdil císař Matyáš Habsburský dokumentem, který byl vydán ve Vídni 11. února 1615, opis byl uložen v archívu v Praze.

Ve světle výše uvedeného bylo odborníky stvrzeno, že Markéta Koschlingerová, byla totožná s Markétou Kostochlin z Krems, jak bylo uváděno v dokumentech z druhé dekády 17. století.

## Vztahy

### Manželka Jindřicha Vodického z Jemniku

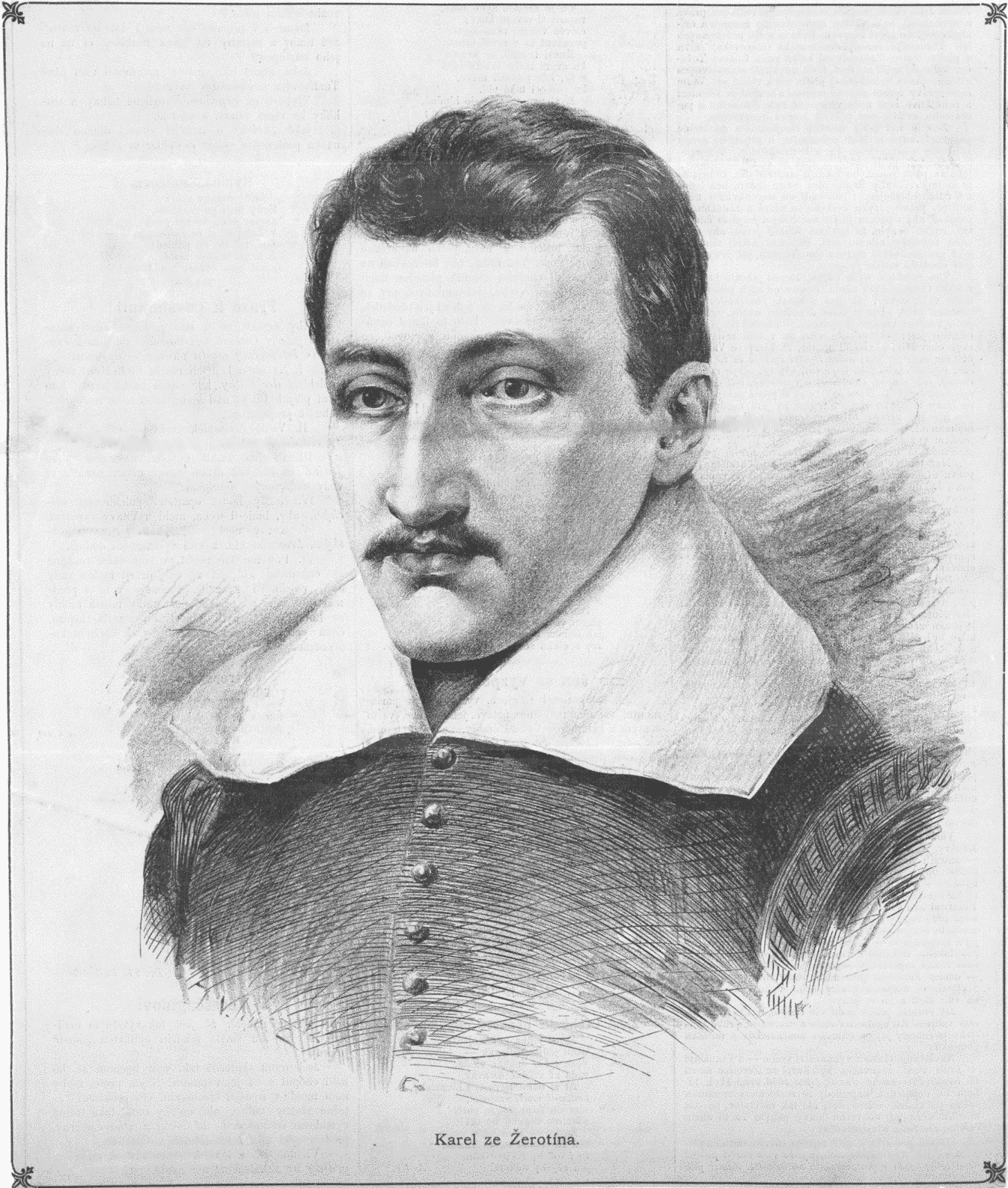
Karel starší ze Žerotína

V první polovině roku 1600 se provdala za Jindřicha Vodického z Jemníku, který byla advokátem. Dne 28. července 1600 její manžel potvrdil Janu staršímu Premovi převzetí dědictví po otci manželky. Markéta byla bohatou nevěstou. Věno, které přinesla, resp. nemovitost, byla oceněna na 6000 zlatých. Manželství nebylo šťastné. Markéta si písemně poznamenala, že peníze a šperky, které si do manželství přinesla, ji zabavil manžel. Roztržky působil majetek, který nebyl uveden v předmanželské smlouvě, o který usiloval Jindřich a Markéta mu jej odmítala vydat. Markéta psala stížnosti na jeho chování. Dopisy byly adresovány císaři Rudolfu II.
Dne 16. července 1606, ji manžel vyhodil z pronajatého domu. Markéta se nastěhovala ke své matce. V letech 1606–1609 se před městským soudem v Brně domáhala vrácení věna. V její prospěch svědčil Jan starší Prem. Markéta ocenila škodu, která ji byla způsobena na 5000 zlatých. Z dochovaných záznamů z té doby nebyl Jindřich vlastníkem žádné nemovitost, či majetku. K rozluce manželství došlo okolo roku 1609. Její osud v letech 1609–1611 nebyl zdokumentován.
Jindřich Vodický se narodil v rodině Jiřího Vodického, kterému 8. března 1572 císař Rudolf II. udělil erb a predikát. Jindřich, jako advokát, pracoval od roku 1593 pro Karla staršího ze Žerotína. Zastupoval jej také před Moravským zemským soudem. Dne 29. července 1598 se Jindřich nedaleko Židovské brány v Brně dal do hádky se šlechticem Janem Baptistou Pierio z Benátek. Šlechtic postřelil Jindřicha. Tento incident byl záminkou pro Žerotína k řadě soudních procesů s tímto šlechticem. Jindřich a Žerotín si udržovali blízké vazby, V roce 1606 byl Jindřich a jeho dědicové zařazeni mezi moravskou šlechtu. V letech 1618–1620 se jako Český bratr účastnil povstání českých pánů, byl sekretářem a písařem moravských stavů. V době pobělohorské byl zatčen a uvězně. Protože byl nemajetný, resp, neměl majetek, který podléhal konfiskaci, byl výrokem soudu dne 27. února 1624 potrestán k utětí ruky. Trest nebyl vykonán, milost mu udělil Maxmilián z Lichtenštejna a kardinál František z Ditrichštejna. Vzhledem k politické situaci opustil Moravu. Zemřel ve vyhnanství 12. března 1632.

### Metresa Adama Václava Těšínského

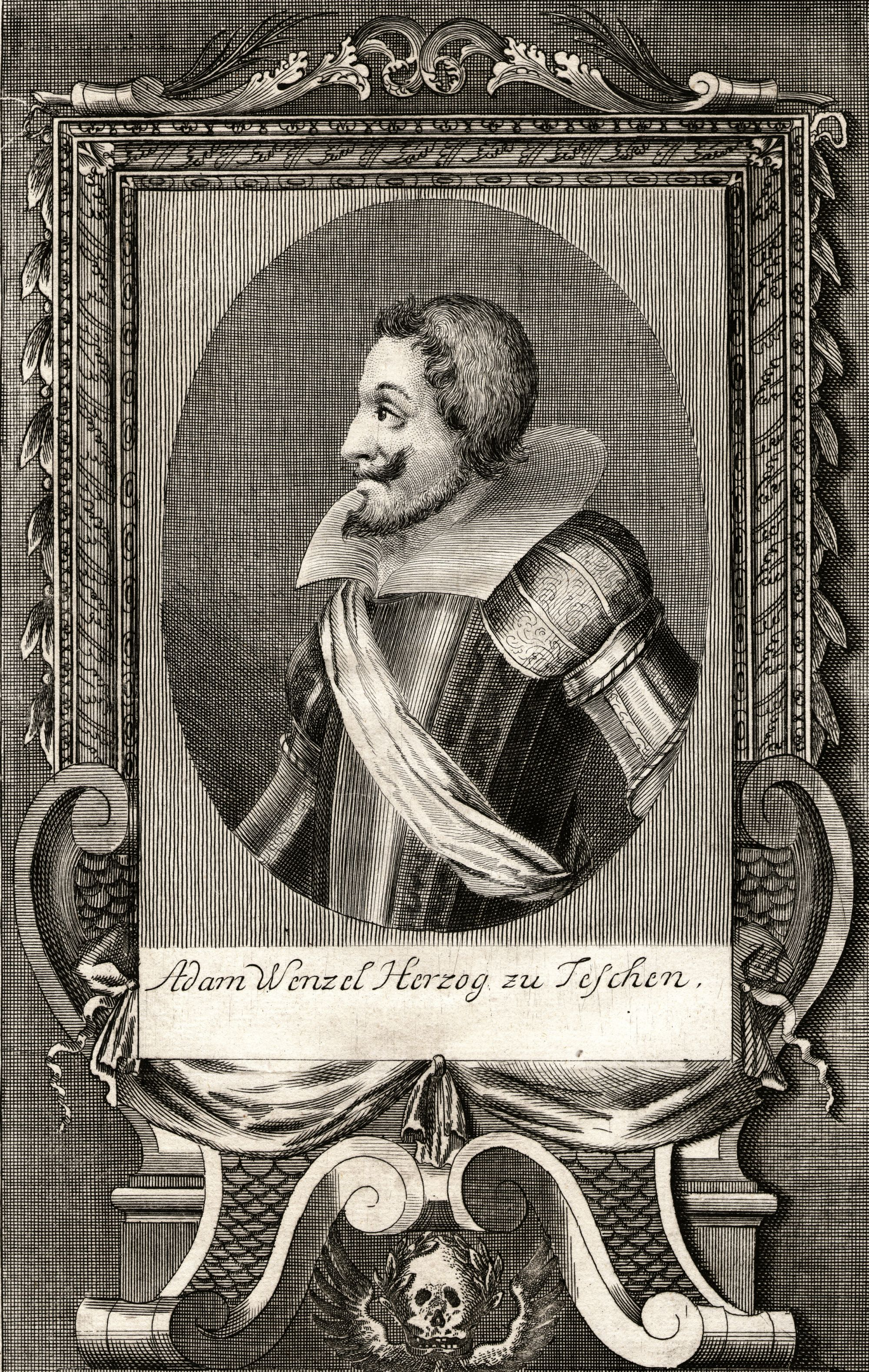
Adam Václav Těšínský

Nebylo písemně doloženo, kdy a za jakých okolností se Markéta Koschlingerová dostala na knížecí dvůr Adama Václava Těšínského, kde se stala správkyni tohoto dvora. První zápisy byly v dokumentu z 5. června 1612, kdy jí Adam Václav Těšínský daroval statek a vesnici Horní Marklovice (Górne Marklowice, Polsko) a Březůvku (Brzezówka, Polsko) se sedmi zahradníky. V listině byla zmíněna již jako správkyně knížecího dvora.
Další zápis byl z 14. června 1612, kdy jí kníže daroval dům s vinným šenkem na ulici Polské (dnes ulice Hluboká, Těšín), po zemřelé Anežce Zelenkové (polsky Agnieszka Zelenkowna). Šlo o hlavní spojnici mezi náměstím a zámkem. Ještě téhož roku, 9. srpna, prodala dům Evě, vdově po Martinovi Spyrcovi, za 600 zlatých.
V roce 1613 jí kníže daroval (listinou) další parcely u Březůvky, které vznikly z vykáceného lesa, a k nim 14 rolníků. Na základě další listiny z roku 1613 získala vlastnictví celé vesnice a statku Horního Marklovice, stejně jako starou a novou část Březůvky, včetně lesů.
V roce 1614 kníže rozšířil její privilegia o právo na svém majetku provozovat řemeslné cechy, týkalo se to: řezníků, krejčích, obuvníků, kovářů, tkalců, bednářů, stalmachů a mlynářů.
Zároveň uvedl, že majitel tohoto majetku s ním může nakládat dle svého uvážení. Dokument zdůrazňoval, že práva (privileje) Markéty Kostlachowny se týkají všech jejich majetků, o tom informoval zemského maršálka, zemského kancléře, přísedících zemského soudu, knížecí úředníky a další podřízené (zaměstnance) knížecího dvora. V archívu se dochovalo několik dalších dokumentů z let 1612–1614, které popisují štědrost knížete Adama Václava vůči této ženě. Většina dokumentů byla vydána z podstaty věrných a neustálých služeb, které knížeti poskytovala, a které již nějaký čas trvaly. Opisy těchto dokumentů, protože originály se nechovaly, byly vyhotoveny v češtině a němčině.
Mimořádná štědrost byla v kontrastu s nízkými příjmy knížectví, které byly způsobeny tím, když v 70. letech 16. století jeho otec Václav III. Adam Těšínský, musel prodat panství: Bílské, Fryštátské, Frýdecké, Skočovské a Strumienské. Historici se domnívají, že tato štědrost byla spojena s narozením jejího syna Václava Godfrieda, tedy nemanželského syna knížete. Veškeré vlastnictví a privilegia potvrdil 11. února 1615 ve Vídni císař Matyáš Habsburský.
V roce 1615 rozšířila svůj majetek o dům a pole, které se nacházel poblíž starého statku, který byl znám jako o „mostecký" (polsky mostecki), na předměstí Těšína (Mosty) a poblíž statku Matěje Sladovníka (polsky Mączek Sladownik), také dvě pole na hranici vesnice Svibice (polsky Sibica). Za tyto nemovitosti zaplatila 200 zlatých. Pro dům získala právo šenku. V témže roce získala od knížete privilegium, na základě kterého mohli její poddaní využívat les řečený Medvědí u Zámrsku (Niedźwiedźi w Zamarskach, Polsko). Jako správkyně se rozhodla získat dům v Těšíně. Za 1000 zlatých jej koupila od Jiřího Penkaly (polsky Jerzy Penkala). Dům se nacházel v sousedství domu Matěje Reise (polsky Maciej Reis), starosty Těšína. Pravděpodobně někde poblíž náměstí. Dne 16. září 1615 složila knížeti hold za všechen majetek, který v knížectví měla. V té době pravděpodobně jeden z největších.
S Markétou Kostlachownou byl spojován, již zaniklý, hospodářský dvůr, který se nacházel v Horní Marklovicích.
Úřad správkyně ji zajišťoval vysokou pozici v rámci knížecího dvora. V kontextu jejího poměru s Adamem Václavem, jí lze považovat za vlivnou osobu. Mohla mít jistý vliv na rozhodování knížete. Její pozice, silné charakterové vlastnosti, které umně využila ve sporu se svým prvním manželem, mohlo způsobovat to, že na dvoře nebyla příliš oblíbená. Kníže se s ní na veřejnosti ukazoval, jako by byla dvorní dámou. Zejména při oficiálních událostech, např. ceremonie, diplomatické návštěvy apod.
V září 1614 se vydala s knížetem na jeho pouť do Kalwarie Zebrzydowské. Které se účastnili také dvořané, šlechta (katolická i protestantská) a dcery knížete. Převor kláštera, opat Bohucký (polsky Bogucki), si poznamenal, že tato návštěva knížete a jeho dvora, nebyla příliš zdvořilá. Zmínil se také o tom, že knížeti dělala společnost "konkubína", čímž měl na mysli Markétu Kostlachownu.

## Majetek

### Vesnice, zboží, domy
Statek a vesnice Horní Marklovice a Březůvku (1612–1614);, dům s vinným šenkem (1612); dům a pole v Mostech (1615); polnosti ve Svibici (1615) a městský dům v Těšíně (1615).

### Práva
Právo provozovat řemeslné cechy (1614).

## Smrt
Zemřela v Těšíně, 3. ledna 1617, pochována byla 12. ledna v podzemní kryptě dominikánského kostela sv. Máři Magdalény v Těšíně, v nekropoli těšínských Piastovců. Jak zaznamenal Jan Darius Tilgner z Krempicz (polsky Jan Dariusz Tilgner z Krempicz), purkrabího skočovsko–strumienského panství.
Po její smrti, navzdory zárukám, které dal kníže, se majetek vrátil do vlastnictví knížecího dvora. Na tento postup si stěžoval její syn u císařského dvora dodatečně, a to 23. září 1656, kdy mimo výše uvedený dokument (viz kapitola Markéta Koschlinger vs. Markéta Kostlachowna) předkládá také urbář z roku 1621. Je pravděpodobné, že majetek byl do knížectví zapsán buď po její smrti, resp. po smrti knížete, který zemřel půl roku po ní, jak to uvádí Václav Gottfried v dopise úředníkům. Historici se přou, zda smrt milenky knížete v lednu 1617 a smrti knížete v červenci 1617, byla náhoda, či úkladný čin.